# Čertova nevěsta (film, 2011)
Čertova nevěsta je česká filmová pohádka režiséra Zdeňka Trošky z roku 2011 natočená na motivy české pohádky Spravedlivý Bohumil Boženy Němcové.

## Výroba
Film se natáčel na zámku v Buchlovicích na Uherskohradišťsku a u Židovy strouhy u Týna nad Vltavou v létě 2010. Film obsahuje 195 triků (např. létající víly a ožívající sošky).

## Děj
Královna moc touží po dítěti, a proto se upíše čertu. Narodí se princezna Štěpánka, kterou od narození opatruje syn služky Štěpán. Když princezna vyroste, Štěpán ji chce za ženu. Také ji chce Lucifer, který říká, že na ni má právo. Štěpán s ním nic nezmůže, a tak se vydá pro kouzelný květ. Ten princeznu ochrání jen polovičně, takže se princezna stane přízrakem.
Štěpán ji však jde osvobodit do pekla a čert mu řekne, že když splní 3 úkoly, je Štěpánka jeho. 1. úkol byl, že měl uhodnout kolik má čert, který mu dával úkoly, let. Tak ho napálil tím, že tam přišel v noci, zakukal jako kukačka a on řekl: za celých 770 let, co tady žiju, jsem neslyšel kukat kukačku v noci, a tak Štěpán věděl, kolik mu je let. Druhý úkol byl, že musí ukrást víle Lekníně zrcátko. Štěpán ji dojal svou písní, řekl jí, co se mu stalo a co se stalo Štěpánce, a víle Leknínce to připadalo smutné, a tak mu zrcátko darovala a Štěpán slíbil, že jí ho vrátí a za to jí dal Štěpánčin prstýnek, který mu dala z lásky k němu. A tak splnil druhý úkol.
Třetí úkol je, že musí Štěpán vymyslet něco, na co je i peklo krátké, a on řekne, že mu musí Lucifer vytrhnout jeden vlas tak, aby necítil ani sebemenší štípnutí. Štěpán při trhání vytáhne zrcátko víly Lekníny a Lucifer se lekne a vytrhne jich víc a Štěpána to bolí. Lucifer tedy vrátí Štěpánovi princeznu Štěpánku a všechno dobře skončí.

## Obsazení
| František Němec    | Lucifer                                  |
| Sabina Laurinová   | královna Alžběta III.                    |
| Jana Andresíková   | čarodějnice                              |
| Barbora Munzarová  | Verunka                                  |
| Antonín Hardt      | maestro                                  |
| Alexander Hemala   | ceremoniář [nadaboval Pavel Vondra]      |
| Nina Horáková      | víla Leknína [nadabovala Jitka Moučková] |
| Eva Josefíková     | Štěpánka [nadabovala Jitka Ježková]      |
| David Suchařípa    | král Bořivoj II.                         |
| Jan Kuželka        | poustevník                               |
| Václav Šanda       | Štěpán [nadaboval Oldřich Hajlich]       |
| Robert Ernest      | malý Štěpán [nadaboval Jindřich Žampa]   |
| Martin Lukáč       | Vítek                                    |
| Karel Zima         | čert Kleofáš                             |
| Eva Novotná        | princeznina dvorní dáma                  |
| Šárka Božková      | královnina dvorní dáma                   |
| Maria Kružíková    | princeznina dvorní dáma                  |
| Ben Petra Messaund | princeznina dvorní dáma                  |
| Jitka Jirsová      | princeznina dvorní dáma                  |
| Veronika Nová      | princeznina dvorní dáma                  |
| Daniela Radosa     | královnina dvorní dáma                   |
| Bára Fišerová      | královnina dvorní dáma                   |
| Venuše Humhey      | královnina dvorní dáma                   |
| Sabina Schulzová   | královnina dvorní dáma                   |
| Filip Banžak       | Zlatý sultán                             |
| Milan Bísek        | Růžový princ [nadaboval Tomáš Juřička]   |
| Petr Vágner        | princ                                    |
| Jiří Kohout        | Koktavý princ                            |

## Tvůrci
- Námět: Božena Němcová
- Scénář: Marek Kališ, Zdeněk Troška
- Režie: Zdeněk Troška
- Pomocná režie: Marek Kališ
- Hudba: Miloš Krkoška
- Kamera: David Ployhar
- Kostýmy: Josef Jelínek
- Masky: Bobo Sobotka
- Producent: Jan Kuděla, Misu Predescu
- Produkce: Sabina Hromková
- Střih: Dalibor Lipský

## Ocenění
Film získal na filmovém festivalu v Minsku hlavní ceny v sekci filmů pro děti a mládež, jednu od odborné poroty dospělých a druhou od dětské poroty. Cenu získal také na mezinárodním festivalu rodinného filmu v Uljanovsku.

## Recenze
- František Fuka, FFFilm, 21. dubna 2011
- Kamil Fila, Aktuálně.cz, 2. května 2011
- Marie Dostálová, Moviescreen.cz, 28. dubna 2011

## Kulturní reference
Ve filmu je odkaz na Dorotu Máchalovou z pohádky S čerty nejsou žerty (1984).